# Prociphilus vesicalis
Prociphilus vesicalis är en insektsart. Prociphilus vesicalis ingår i släktet Prociphilus och familjen långrörsbladlöss. Inga underarter finns listade i Catalogue of Life.